# فرانک تاشلین
فرانک تاشلین (انگلیسی: Frank Tashlin؛ ‏۱۹ فوریهٔ ۱۹۱۳ – ۵ مهٔ ۱۹۷۲) پویانما، فیلم‌نامه‌نویس و کارگردان اهل ایالات متحده آمریکا بود.
از فیلم‌های او می‌توان به جنایت‌هایی به ترتیب الفبا، ترمیم‌کنندگان زناشویی، غلیظ‌تر از آب و خدمتکار نامرتب اشاره نمود.